# Slakkenslijm

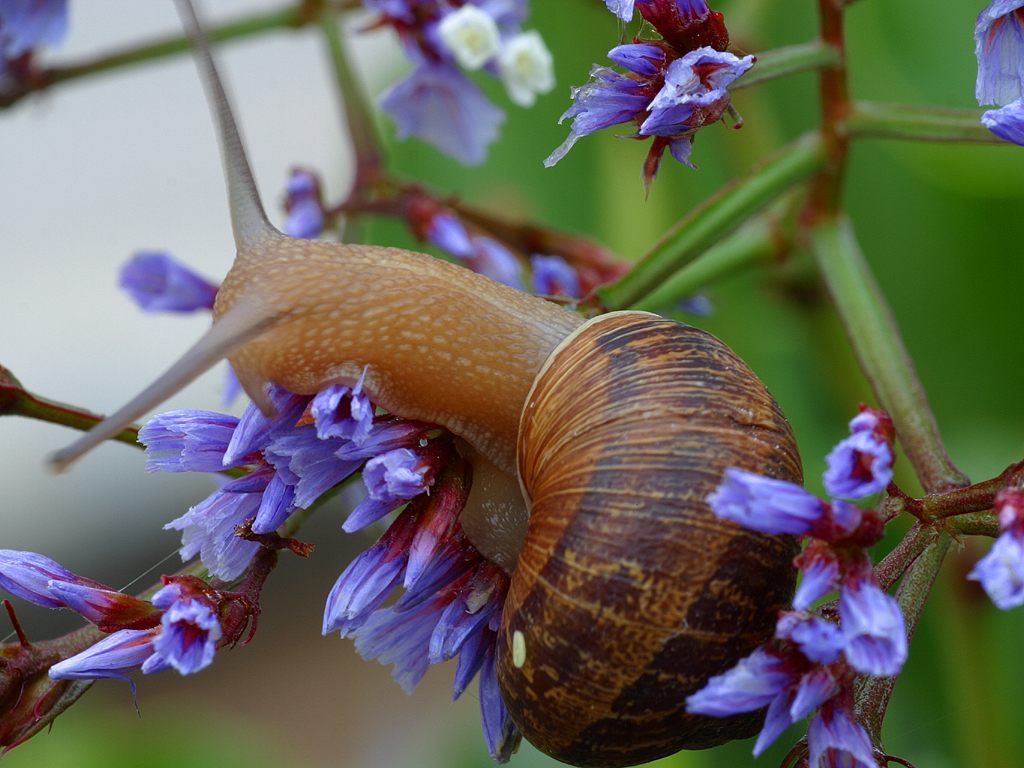
De segrijnslak heeft het beste kwaliteit slijm voor cosmetische en medische toepassingen.

Slakkenslijm, ook wel slakken-mucus of -mucine genoemd, is een uitwendige lichaamsafscheiding geproduceerd in de voet van de landslak. Het dient de slak diverse doelen: als smeermiddel gedurende de voortbeweging, als plakmiddel om aan oppervlakken te hechten, als bescherming tegen dehydratatie, ziektes en vijanden, en voor reparatie van beschadigde huid of schelp.
Het slijm wordt afgescheiden door vele slijmporiën in de voet van de slak en de eigenschappen variëren met het doel waartoe het slijm geproduceerd wordt. De biochemische eigenschappen veranderen ook naarmate er meer en langer slijm geproduceerd wordt.
De mens heeft al lang geleden de medische eigenschappen van het slakkenslijm ontdekt. Maar het is pas sinds de twintigste eeuw dat er wetenschappelijk onderzoek naar gedaan wordt. Terwijl het onderzoek nog in volle gang is, zijn er al diverse producten en diensten op basis van slakkenslijm op de markt, zoals huidcrèmes, hoestdrankjes, en huidbehandelingstherapieën.
Toch is er nog veel onbekend over de eigenschappen van het slijm, de extractiemethoden, en de effecten van de producten die met het slijm gemaakt worden. Als gevolg hiervan hangt er een waas van mysterie over dit onderwerp, waarbij handelaren hun producten als magische wondermiddelen aan de man proberen te brengen, producenten potentiële concurrentie weren door hun extractiemethodes onder de pet te houden, en wetenschappers nog op volle onderzoek zijn naar de feitelijke stabiliteit, kwaliteit en mogelijke toepassingen van slakkenslijm.
De slak produceert overigens ook middels de vingervormige klier in het geslachtsstelsel een slijm, welke voor de voortplanting gebruikt wordt. In dit artikel worden echter slechts de externe (pedale) slijmklieren beschreven, welke het voor de mens bruikbare slijm produceren.

## Geschiedenis

### Klassieke oudheid
Slakkenslijm wordt al sinds de klassieke oudheid gebruikt voor medische doeleinden. Hippocrates, de bekendste medicus uit de klassieke oudheid, adviseerde slakkenslijm tegen geïrriteerde huid. Slakkenslijm werd toegepast ter verlichting van ontstoken huid, maagzweren, hoest. In Zuiderlijk Italië werd het slijm verzameld voor behandeling van diverse huidaandoeningen, zoals dermatitis, acne, wratten, en eelt.

### Middeleeuwen
In 1728 schreef een dokter het volgende recept voor een hoestdrankje: “Om slakkensiroop te maken heeft men een pond tuinslakken nodig die bij ochtenddauw geraapt wordt; Verwijder hun huisjes en snijd ze in stukjes; stop ze in een zak met een halve pond suiker; hang deze in een kelder en het siroop zal smelten en het siroop zal door de zak heen komen; verzamel dit siroop voor gebruik. Dit siroop bezit alle goede eigenschappen van slakken."

### Twintigste eeuw
De voordelen van slakkenslijm in huidverzorging werden officieel ontdekt door Dr. Rafael Abad Iglesias, een Spaanse oncoloog in de jaren zestig. Hij paste stralingstherapie toe op slakken voor het doden van kankercellen. Hierbij begonnen de slakken slijm af te scheiden. Hij merkte per toeval dat beschadigde plekken op de huid van de slak snel werden genezen. Toen Iglesias het slakkenslijm op mensen toepaste kwam hij tot de conclusie dat slakkenslijm het herstel van de menselijke huid bespoedigde.
In de jaren tachtig bezat een Chileens familie een slakkenkwekerij om escargot naar Franse groothandel te verschepen. Door het dagelijkse contact met deze slakken ontdekten ze dat hun huid zachter en lichter werd, en littekens en snijwonden merkbaar verminderden. Van deze familie deed Dr. Fernando Bascunan intensief onderzoek naar slakkenslijm. 15 jaar later richtte de familie Elicina op, het eerste internationaal gerenommeerde huidverzorgingsmerk met crèmes op basis van slakkenslijm.
Vele cosmetische bedrijven wereldwijd namen al snel het slakkenslijm serieus als een krachtig ingrediënt in huidverzorging. Het Koreaanse K-beauty was na Elicina een van de eersten die de trend oppikte, en de Verenigde Staten worden sinds 2011 overspoeld door vele slakkencrèmes, essences en maskers uit Zuid-Korea.

## Biologie

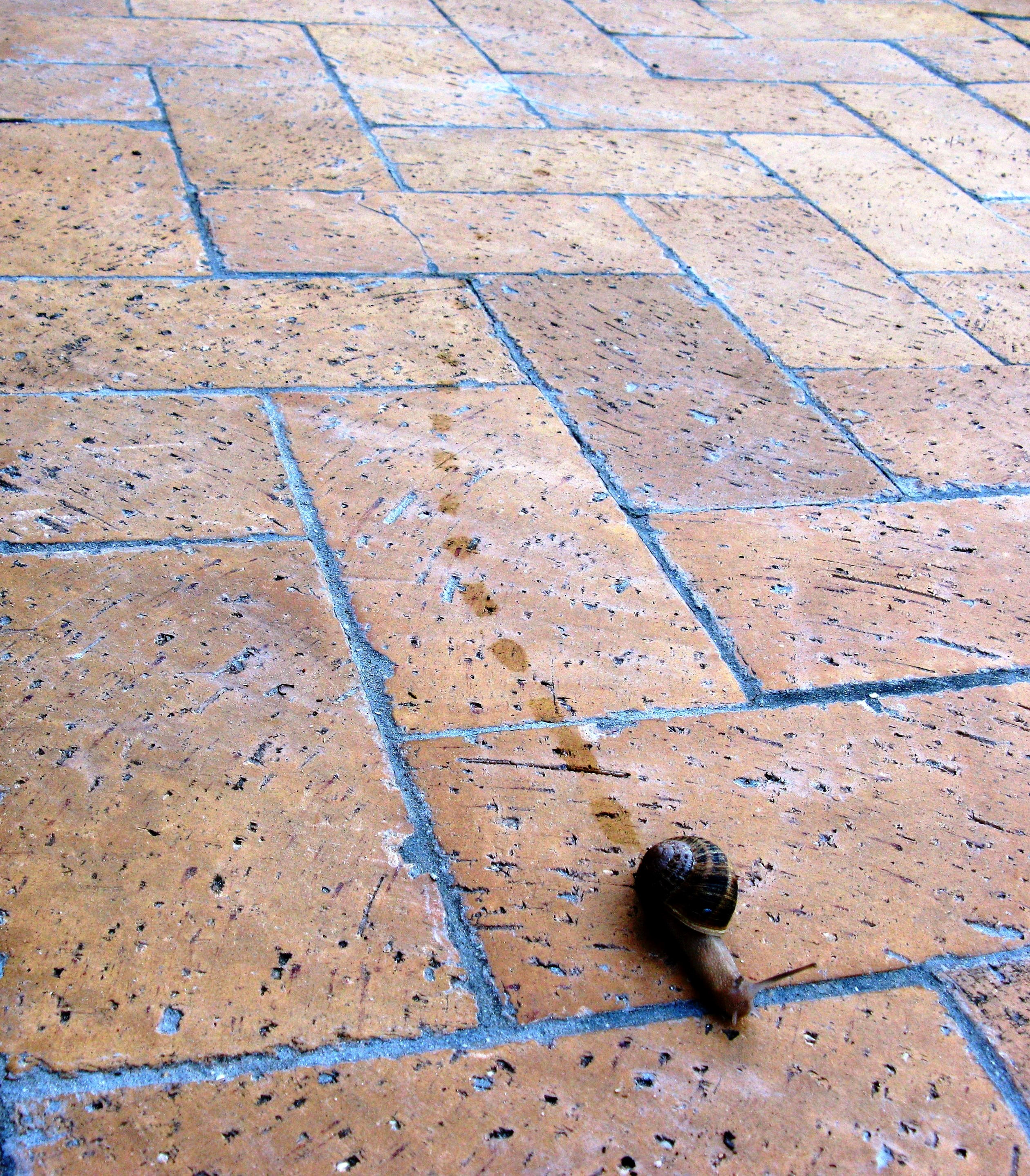
De gestippelde spoor is karakteristiek voor de segrijnslak

Mucus is een gel die bestaat uit een polymeernetwerk dat fungeert als een beschermende laag voor het omhulsel en de slijmvliesoppervlakken van zowel primitieve diervormen als zoogdieren. Slakkenslijm is een vorm van mucus en wordt geproduceerd door klieren van de slakkenvoet, met name een grote klier onder de mond.
De voet van slakken is bedekt met een dun laagje van dit slijm, dat wordt gebruikt voor een verscheidenheid aan functies, waaronder het vasthouden, smeren, afstoten van roofdieren, het herkennen van andere slakken, het volgen van een pad naar een bekende bestemming en ook tijdens de reproductie.
Het slijmspoor dat een landslak achterlaat, is vaak zichtbaar als een zilverachtig spoor. Het patroon kan soms tekenend zijn voor de soort. Zo laat de Segrijnslak een stippellijn als spoor achter.

### Functies van het slijm
Het pedale slijm, wanneer gehydrateerd, is bij kleine deformaties een viscoelastische vaste stof. Wanneer deformatie groter wordt, wordt het slijm visceuser en sterker. Wanneer er geen stress opgelegd wordt en het slijm dus in rust is, herstelt het slijmstructuur en neemt zijn sterkte gaanderweg toe. Ook naarmate het droogt neemt sterkte en stijfheid toe. Deze fysieke eigenschappen correleren onder meer met de snelheid waarmee een slak zich kan voortbewegen, en is relevant voor de volgende functies:
- Smeermiddel voor voortbeweging: het slakkenslijm wordt gebruikt als smeermiddel tussen de kruipoppervlakken en blootgestelde zachte delen van het lichaam te bedekken.[13] Hoofdverantwoordelijke voor deze functie is de suprapedale slijmklier, d,e zich aan de voorkant van de voet centraal onder de kop bevindt.[14][15]
- Kleefmateriaal: het slijm wordt gebruikt om te hechten aan oppervlakken gedurende rust en beweging.

Andere functies van het slakkenslijm zijn de volgende:

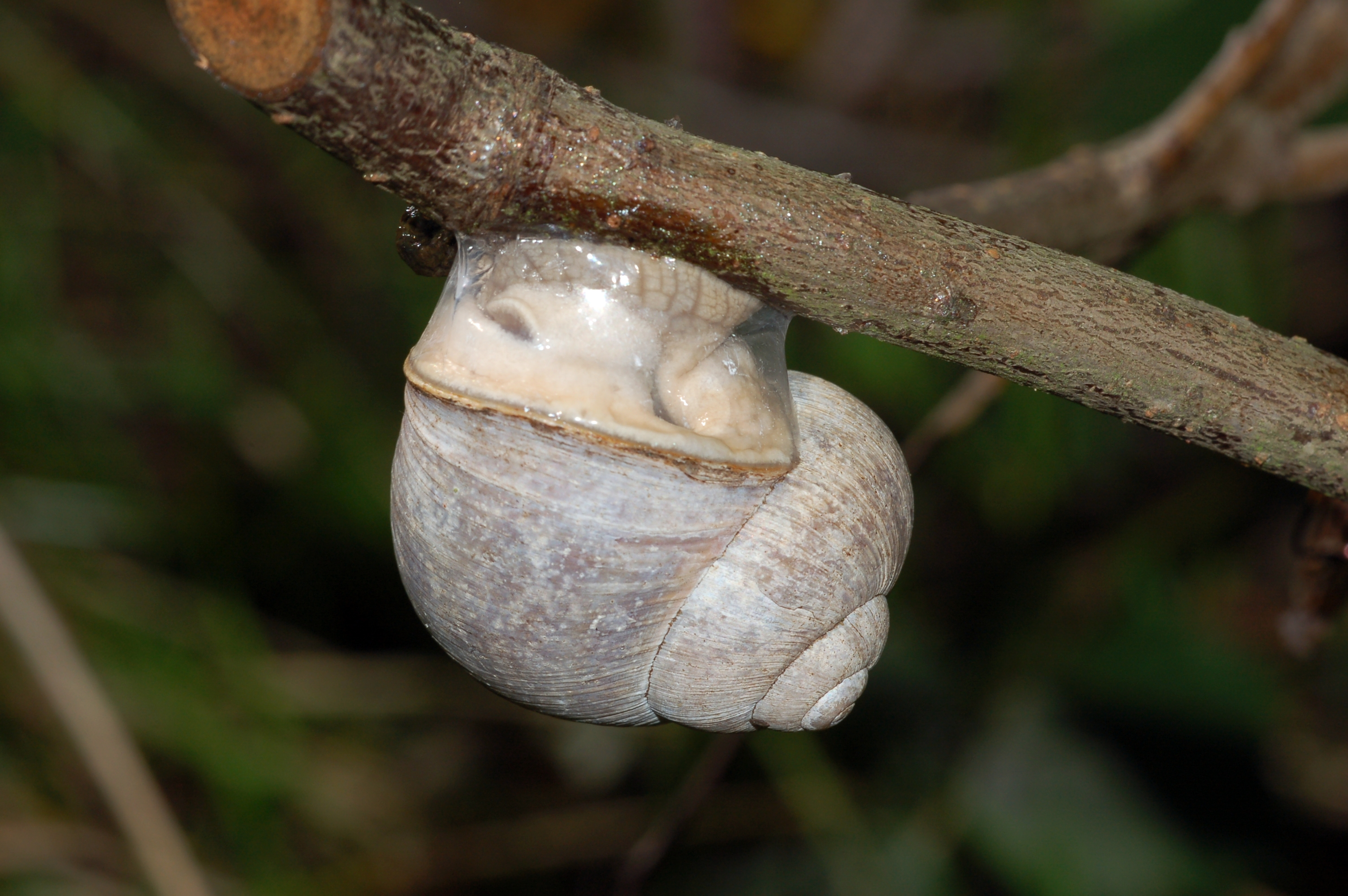
Epifragma van de Wijngaardslak

- Bescherming tegen dehydratatie en bacteriën en parasieten: De huid van een gezonde slak is daarom altijd met een slijmlaag bedekt. Bij langdurige rust kan met het slijm geproduceerd in de mantel een tijdelijke afdichtingsstructuur, het epifragma, gemaakt worden.[13] Wanneer de slak actief wordt, wordt deze epiphragma opgelost door een proteine afbrekende enzym in het slijm.[16] De wijngaardslak en de Cantareus apertus maken een epifragma dat zo dik en stijf is dat het een witte kalkrijke afsluitkap wordt: Dit operculum is in feite een dekseltje van calciumcarbonaat.

### Slijmklieren
De primaire samenstelling van het slijm en de daaruit volgende eigenschappen hangt af van de functie die het slijm onder gegeven omstandigheden moet vervullen. Dit slijm wordt geproduceerd door een combinatie van verschillende klieren. In het geval van de segrijnslak is het slijm samengesteld uit gesynthetiseerde producten van verschillende soorten slijmklieren. Dit zijn allemaal eencellige klieren die zich in het bindweefsel bevinden en die hun producten afscheiden via poriën die tussen de epidermale cellen doorlopen. Ze hebben verschillende vormen en hebben meestal een lange uitscheidingsbuis. Er zijn ten minste acht soorten uitscheidingsklieren. Vier daarvan produceren meerde soorten slijm, terwijl één proteïne, één calciumcarbonaatkorrel, één gepigmenteerde slijm met flavon, en één soort uitscheidingsklier lipiden ("vetglobules") afscheidt.
De microstructuur van de mantel lijkt sterk op die van de rug- en zijvlakken van de voet, behalve dat de klieren in de mantel meestal groter zijn. Uit deze delen worden allerlei soorten slijm afgescheiden. De klieren van de voetzool zijn meestal van een aparte soort en produceren slijm in combinatie met eiwitten. Sommige kliercellen zijn ingesloten in een netwerk van spiervezels waarvan vermoed wordt dat ze betrokken zijn bij het eruit persen van het slijm. In andere cellen bevinden zich geen vezels, en is het waarschijnlijk dat drukveranderingen in de hemocoel een rol spelen.

## Eigenschappen

### Biochemische eigenschappen

#### Segrijnslak (Cornu aspersum)
Een slak laat verschillende soorten slijm vrij, afhankelijk van de manier waarop het wordt gestimuleerd. Wanneer de stimulatie normaal is, is het slijm stroperig (plakkerig) maar als de slak continu of zelfs gewelddadig wordt verstoord, geeft het duidelijke schuimige afscheidingen af. In het geval van Cornu aspersum bestaat de ontlading uit gesynthetiseerde producten uit verschillende soorten secretaire klieren. Dit zijn allemaal eencellige klieren die worden aangetroffen in bindweefsel en scheiden hun producten af via poriën die tussen de epidermale cellen passeren. Ze hebben verschillende vormen en hebben meestal een lang uitscheidingskanaal. Er zijn acht verschillende soorten afscheidingsklieren. Vier van deze verschillende soorten slijm scheiden eiwit, calcium, pigmenten en lipiden uit.
De slijmerige, dikke uitscheiding door de angst van de slak, ook wel bekend als Cornu aspersum glycoconjugates, wordt voornamelijk gebruikt in cosmetische productie. Het bevat hyaluronzuur, glycolzuur, glycoproteïne-enzymen, proteoglycanen, antimicrobiële stoffen en koperpeptiden. Dit biedt hydraterende, anti-oxiderende en herstellende eigenschappen wanneer het lokaal wordt aangebracht om een stralende, jeugdige teint te geven. Het slakkenmucine is beroemd om wondgenezing en de verbetering van rimpels en fijne lijntjes.
De pedale slakkenslijm lijkt op gel en bevat, afhankelijk van de soort, 91 tot 98 gewichtsprocenten water, gecombineerd met een kleine hoeveelheid glycoproteïnen met hoog molecuulgewicht. In de segrijnslak bereiken deze glycoproteïnen een gewicht van 82, 97 en 175 kDa.

#### Wijngaardslak (Helix pomatia)
In de wijngaardslak kan minstens vijf verschillende kliertypes worden onderscheiden door hun micro-anatomie; drie bevinden zich aan de rugzijde en twee aan de buikzijde van de voet. De meeste klieren reageren op zure eiwitten en suikers zoals mannose en fucose, wat wijst op de aanwezigheid van zure glycosaminoglycanen. Eén type klier aan de rugzijde vertoont een hoge reactiviteit op alleen zure proteïnen. Het geïsoleerde slijm bevat een bepaalde hoeveelheid van de elementen chloor, kalium en calcium; bewijs voor lipiden werd ook bevestigd in het geïsoleerde slijm.

### Kwaliteit en stabiliteit
Het is uitzonderlijk dat een gel die zo verdund is dat hij en als smeermiddel kan dienen, en zulke sterke hechtende eigenschappen kan hebben. In de Segrijnslak zijn twee soorten slijm. Het ene type is doorschijnend en niet plakkerig, het soort dat de slak achterlaat tijdens het bewegen (het slijmspoor), en een soortgelijk maar dikker, gecondenseerd, stroperiger en elastischer type, dat wordt gebruikt om op verschillende oppervlakken te hechten. Beide zijn duidelijk te onderscheiden door het type eiwitten dat erin aanwezig is. De kwaliteit van het slijm varieert echter in relatie tot diverse factoren.

#### Dieet, omgeving, seizoen
Slakkenslijm varieert qua uiterlijk en kwaliteit afhankelijk van de omgevingsomstandigheden, het seizoen en voedselbronnen die door de slakken worden gebruikt. Deze factoren bepalen vermoedelijk de kwaliteit van het slijm en dus de eigenschappen van een ermee gemaakt product.

#### Slakkensoort
Hoewel in het algemeen het slijm van de segrijnslak as het waardevolst gezien wordt in de cosmetische toepassingen, en het slijm van de wijngaardslak in de medische toepassingen, lijkt in de praktijk ook veelvuldig gebruik te maken van de Afrikaanse reuzenslak.

#### Functie en stimulans
Het is niet verrassend dat de kwaliteit van het slijm verandert afhankelijk van de functie waar het toe dient; alsook de duur. Een slak is uitputtelijk en de benodigde ingrediënten raken op naarmate er langer een stimulans opgelegd wordt. Dit geldt met name wanneer de slak geagiteerd wordt en dat het dus in relatief korte tijd veel slijm uitscheidt.

#### Extractie en verwerkingsmethode
Extractiemethode is medebepalend voor de kwaliteit van het slijm, omdat afhankelijk van de methode, moleculaire structuren kapotgemaakt kunnen worden, en een bepaalde mate van vervuiling in het slijm achter kan blijven.

## Extractie en verwerking
De extractie is het proces waar het slijm van de slak genomen wordt, gezuiverd en klaargemaakt wordt voor verwerking in slakkenslijmproducten. De oudste methode was de slakken hiervoor levend te vermorzelen of in zuurbaden te stoppen. Niet alleen is deze methode dieronvriendelijk, het is door het verlies aan slakken ook hoogst inefficiënt (na eenmalige gebruik zijn ze dood).
Er zijn daarom diverse andere methoden geprobeerd, waarvan de simpelste en diervriendelijkst ook bij verre het arbeidsintensiefst is: met een spatel worden de slakjes een voor een gekieteld, waarbij het daardoor vrijgekomen slijm afgenomen wordt. Een persoon kan zo een liter slijm per dag verzamelen.
Methodes die diervriendelijker, minder arbeidsintensief, en efficiënter zijn, zijn sinds de jaren 1990 in ontwikkeling. Hierbij gaat het onder meer om methoden waarbij lichte elektroschokken gegeven worden en centrifugemethoden. Het meeste potentieel lijkt echter de methode te hebben waarbij slakken en masse in een bad met 'stimulerende stoffen' gedaan worden. Na dat bad kunnen de slakken terug naar hun park waar ze voor hergebruik kunnen herstellen. Wanneer het seizoen ten einde is, kunnen deze slakken nog altijd voor het slakkenvlees verkocht worden.
Na de extractie moet het rauwe slijm met onder andere een microfilter gereinigd worden. Het slijm wordt vervolgens behandeld voor duurzame opslag en verwerking. Welke techniek het minste kwaliteitsverlies van het slijm geeft, dat wil zeggen niet tot afbraak van molecuulstructuren leidt, is nog niet duidelijk. De meestgebruikte methoden zijn momenteel vriesdrogen (lyofilisatie), en opslag van slijmoplossingen.

## Toepassingen

### Cosmetica

#### Huidcrèmes en lotions
In de handel is slakkenslijm van de Segrijnslak te verkrijgen. Deze produceert een afscheiding dat rijk is aan eiwitten van hyaluronzuur met hoog en laag molecuulgewicht en antioxidanten. De afscheiding van de slak heeft vermoedelijk een dubbel effect op de menselijke huid: het stimuleert de vorming van collageen, elastine en dermale componenten die de tekenen van fotoveroudering herstellen, en het minimaliseert de gegenereerde schade door vrije radicalen die verantwoordelijk zijn voor vroegtijdige huidveroudering. Rehydradatie en reparatie zijn de sleuteleigenschappen in cosmetische toepassingen van huidverzorging (huidcrèmes, bodylotions, aftershaves voor anti-veroudering en rehydratatie).
Er is echter vooralsnog geen consensus over de anti-verouderingseffecten van slakkenslijm. Dit is het gevolg van het feit dat de concentraties van (heelzame) stoffen in slakkenslijm varieert met de slakkensoort en dieet. Ook de wijze waarop en duur waarmee slijm wordt verkregen heeft een grote invloed op de eigenschappen. Het is om die reden moeilijk om de constante concentratie van voedingsstoffen in slakkenslijm te beheersen, en is de exacte potentie van slakkenslijm onduidelijk.

#### Huidtherapie
In cosmetische behandelingscentra en spa's in met name in Japan, Korea, het VK en in het bijzonder Thailand worden gedurende therapeutische seances tuinslakken losgelaten op het lichaam in het algemeen en in het gezicht in het bijzonder. De slakken die hiervoor gebruikt worden, worden gehouden onder gecontroleerde omstandigheden met schoon water en biologisch voedsel, om hoge slijmkwaliteit te garanderen. In New York is een therapeutische behandeling waarin het effect van een gezichtsmasker wordt gemaximaliseerd door het slakkensecretie-filtraat en hyaluronzuur met micro-naaldjes in de huid te brengen.

#### Gezichtsmaskers
Gezichtsmaskers op basis van slakkenslijmextract zijn op de markt beschikbaar voor toepassing thuis.

### Geneeskunde

#### Hoest
Hoestdrankjes of -siroop op basis van slakkenslijm is een effectieve eeuwenoud recept tegen hoest en keelpijn. De gebruikte siroop heeft (natuurlijke) antiobiotische en antibacteriële eigenschappen, en is een mix van proteïne en glycolische zuren, wat zoveel wil zeggen dat het herstellende krachten heeft. Het is verkrijgbaar als natuurlijk product en vormt dus een alternatief voor patiënten die liever geen conventionele medicijnen gebruiken.

#### Huidbehandelingen
Het is duidelijk aangetoond dat huidbehandelingscrème op basis van slakkenslijm helende, verzachtende en anti-verouderingseffecten heeft: het draagt bij aan het herstel van beschadigde weefsels en het op peil houden van hydratatie. Om die reden wordt het dus met succes in de cosmetische sector gebruikt.
Maar ook in de geneeskundige sector is het succesvol: bij de behandeling van brandwonden met crèmes op basis van het extract van de segrijnslak sluiten de wonden 25 % sneller, verdwijnen littekens 20 % sneller, en vermindert de pijn dat gepaard gaat met brandwonden eveneens zichtbaar sneller dan bij conventionele brandwondencrème. Het extract van de segrijnslak is derhalve een natuurlijke, veilige, en effectieve behandeling voor open brandwonden.
Wratten verdwijnen en het huid is gezond na een periodieke behandeling met puur slijm van de Arion ater (zwarte wegslak)

#### Chirurgische lijm
Anno 2003 is onderzoek gaande naar een nieuw type medische lijm, geïnspireerd op slakkenslijm. Het slakkenslijm wordt in deze context gezien als een dunne netwerk van polymeren, dat vast noch vloeibaar is. Het chemisch proces waarbij de slak dit product in een krachtige lijm omzet wordt hierbij onderzocht. Vooralsnog is duidelijk dat zink-, calcium-, ijzer-, en koperionen bijdragen aan het maken van sterke verbindingen tussen deze polymeren, hetgeen tot versterking van het gel leidt.
Een dergelijke lijm heeft het potentieel een sterke verbetering van de huidige chirurgische lijm te zijn, die kwetsbaar is voor lichaamsvloeistoffen. De bestaande chirurgische lijm is geschikt voor vrij rechte, zuivere en ondiepe sneden. Het slakkenslijm met zijn flexibele consistentie kan echter aan natte oppervlakken hechten, wat een betere genezing en gebruik voor een grotere verscheidenheid aan wonden mogelijk maakt, en waar geen naald en draad meer nodig zou zijn.

### Onderzoek en ontwikkeling
De vele vraagtekens over de kwaliteit van het slakkenslijm zijn de reden dat anno 2021 nog veel onderzoek hierover verricht wordt.
Nanotechnologie lijkt potentieel te hebben in toekomstige toepassingen van slakkenslijmproducten. Het is vergelijkbaar met de nanotechnologie gebruikt voor praktische toepassingen van propolis van de bij. Hieronder valt het voorgenoemde onderzoek naar chirurgische lijm.